# Allée couverte von Minguionnet
Die Allée couverte von Minguionnet (auch Men-Guionnet, Vil Huen oder Moulin blanc genannt) liegt an einem Ort namens Er-goat, im Süden der Stadt Gourin, auf einer Wiese, in der Talsohle des Flusses Ster-Laër im äußersten Westen des Département Morbihan in der Bretagne in Frankreich. Sie ist seit 1970 als Monument historique eingestuft.
Die teilweise zerstörte Allée couverte ist etwa 11,0 Meter lang und 1,8 Meter breit. Sie besteht aus mehreren noch vorhanden großen seitlichen Tragsteinplatten. Zwei Deckenplatten sind noch aufgelegt.